# Естерйотланд (лен)

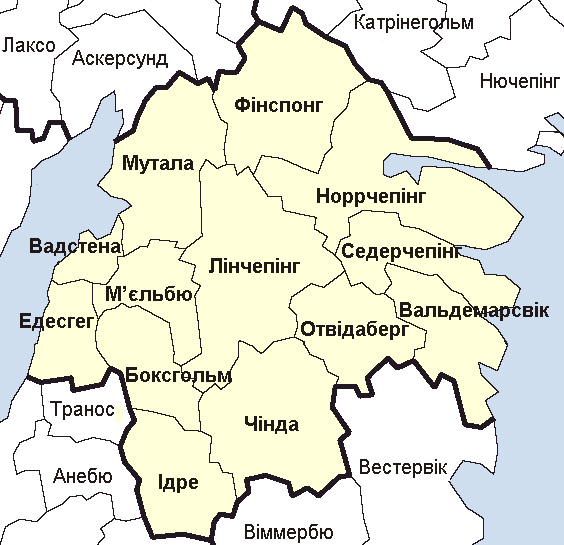
Комуни лену Естерйотланд

Естерйотланд або Східний Геталанд (швед. Östergötlands län) — лен на узбережжі Балтійського моря в ландскапі (провінції) Естерйотланд. Межує з ленами Кальмар, Вестра Йоталанд, Еребру, Седерманланд та Єнчепінг. Адміністративний центр — Лінчепінг.
Лен заснований у 1634 році.

## Адміністративний поділ
Адміністративно лен Естерйотланд поділяється на 13 комун:
1. Комуна Боксгольм (Boxholms kommun)
2. Комуна Вадстена (Vadstena kommun)
3. Комуна Вальдемарсвік (Valdemarsviks kommun)
4. Комуна Едесгег (Ödeshögs kommun)
5. Комуна Ідре (Ydre kommun)
6. Комуна Лінчепінг (Linköpings kommun)
7. Комуна М'єльбю (Mjölby kommun)
8. Комуна Мутала (Motala kommun)
9. Комуна Норрчепінг (Norrköpings kommun)
10. Комуна Отвідаберг (Åtvidabergs kommun)
11. Комуна Седерчепінг (Söderköpings kommun)
12. Комуна Фінспонг (Finspångs kommun)
13. Комуна Чінда (Kinda kommun)